# Chotěbuz (Kocobędz)
Chotěbuz (Kocobędz) – przystanek kolejowy oraz posterunek odgałęźny w Kocobędzu w kraju morawsko-śląskim, w Czechach. Przystanek znajduje się na wysokości 260 m n.p.m.

## Historia
Przystanek kolejowy został otwarty w 1869 roku. Natomiast w 1891 roku wzniesiono budynek poczekalni. Podczas elektryfikacji linii  otwarto nowy budynek, w którym została zlokalizowana poczekalnia, kasa biletowa, szalety oraz pomieszczenia dla personelu. Dodatkowo zbudowano nowe perony wraz z wiatami peronowymi oraz przejście podziemne. W 2011 roku został przeprowadzony remont budynku. Jednak wówczas obiekt został zamknięty. Kompleksowy remont przystanku przeprowadzono w 2018 roku. Zmodernizowano perony i przejście podziemne oraz wybudowano windy umożliwiające dostęp osobom z niepełnosprawnością narządu ruchu. Z przystanku wiedzie szlak turystyczny do Hawierzowa.